# Italienische Fußballmeisterschaft 1905
Die Italienische Fußballmeisterschaft 1905 war die achte italienische Fußballmeisterschaft, die von der Federazione Italiana Giuoco Calcio (FIGC) ausgetragen wurde.

## Organisation
Vom 5. bis zum 26. Februar 1905 fanden die regionalen Ausscheidungsspiele für die Finalrunde statt. Diese wurde vom 5. März bis zum 9. April 1905 ausgetragen. Eine Auswärtstorregel gab es zur damaligen Zeit nicht.
Erstmals gab es kein Finalspiel, sondern eine Finalrunde, für die sich drei Mannschaften qualifizierten. Jede Mannschaft spielte während dieser Finalrunde jeweils zweimal gegen die übrigen Mannschaften (ein Heimspiel und ein Auswärtsspiel). Nach diesen Spielen wurde das Team mit den meisten Punkten Meister.

## Teilnehmer
Der US Milanese nahm erstmals an der Meisterschaft teil.
- CFC Genua
- SG Andrea Doria
- AC Mailand
- US Milanese
- Football Club Torinese
- Juventus Turin

## Resultate

### Ausscheidungsrunde

#### Piemont
|                | Ergebnis |                |
| -------------- | -------- | -------------- |
| Juventus Turin | *3:0 *   | FC Torinese    |
| FC Torinese    | *0:3 *   | Juventus Turin |

Damit qualifizierte sich Juventus Turin für die Finalrunde, nachdem der FC Torinese zwei Mal forfait gegeben hatte.

#### Lombardei
|             | Ergebnis |             |
| ----------- | -------- | ----------- |
| AC Mailand  | 3:3      | US Milanese |
| US Milanese | 7:6      | AC Mailand  |

Damit qualifizierte sich der US Milanese bei seinem Debüt auf Anhieb für die Finalrunde.

#### Ligurien
|                 | Ergebnis |                 |
| --------------- | -------- | --------------- |
| CFC Genua       | 0:0      | SG Andrea Doria |
| SG Andrea Doria | 1:1      | CFC Genua       |
| CFC Genua       | 1:0      | SG Andrea Doria |

Damit qualifizierte sich der damalige Rekordmeister CFC Genua für die Finalrunde.

### Finalrunde
|                | Ergebnis |                |
| -------------- | -------- | -------------- |
| Juventus Turin | 3:0      | US Milanese    |
| CFC Genua      | 1:1      | Juventus Turin |
| US Milanese    | 2:3      | CFC Genua      |
| US Milanese    | 1:4      | Juventus Turin |
| Juventus Turin | 1:1      | CFC Genua      |
| CFC Genua      | 2:2      | US Milanese    |

Abschlusstabelle
| Pl. | Verein         | Sp. | S | U | N | Tore | Diff. | Punkte |
| --- | -------------- | --- | - | - | - | ---- | ----- | ------ |
| 1.  | Juventus Turin | 4   | 2 | 2 | 0 | ?:?  | 00?   | 06     |
| 2.  | CFC Genua      | 4   | 1 | 3 | 0 | ?:?  | 00?   | 05     |
| 3.  | US Milanese    | 2   | 1 | 0 | 1 | ?:?  | 00?   | 02     |

## Meister
Damit wurde Juventus Turin nach drei Jahren Dominanz des CFC Genua zum ersten Mal italienischer Meister.
| Meister        |
| Juventus Turin |

| Tor: - Domenico Durante Abwehr: - Gioacchino Armano - Oreste Mazzia Mittelfeld: - Paul Arnold Walty - Giovanni Goccione - Jack Diment Angriff: - Alberto Barberis - Carlo Vittorio Varetti - Luigi Forlano - James Squair - Domenico Donna | Ersatz: - Alfredo Armano - Ernesto Borel 1 - Geppe Collino - Aldo Colombo 1 - Ettore Corbelli 1 - Oscar Frey 1 - Giuseppe Hess 1 - Riccardo Ajmone Marsan I 1 - Alessandro Ajmone Marsan II 1 - Chiaffredo Mastrella - Giovanni Mazzonis - Ugo Merio - Casimiro Nay 1 - Nino Kein Trainer |

## Torschützen
Die Torschützen sind ohne Tore aus der regionalen Ausscheidungsrunde aufgeführt.
| Pl. | Name                   | Verein         | Tore |
| --- | ---------------------- | -------------- | ---- |
| 1   | Luigi Pollak           | CFC Genua      | 4    |
| 2   | Domenico Donna         | Juventus Turin | 3    |
| 2   | Luigi Forlano          | Juventus Turin | 3    |
| 4   | Carlo Vittorio Varetti | Juventus Turin | 2    |
| 5   | Giovanni Foffani       | CFC Genua      | 1    |
| 5   | Max Mayer              | CFC Genua      | 1    |
| 5   | Umberto Meazza         | US Milanese    | 1    |
| 5   | Attilio Salvadè        | CFC Genua      | 1    |
| 5   | James Squair           | Juventus Turin | 1    |
| 5   | Franco Varisco         | US Milanese    | 1    |

Drei Torschützen des US Milanese sind nicht bekannt.